# Tricholoma saponaceum
Tricholoma saponaceum, o tricoloma jabonoso, es un hongo basidiomiceto de la familia Tricholomataceae. No es comestible y su seta tiene un sabor y olor desagradables. Crece tanto en suelos de bosques de coníferas como de frondosas, entre mediados de verano y otoño. Su basónimo es Agaricus saponaceus Fr. 1818. Su epíteto específico, saponaceum, significa "con olor a jabón".

## Descripción
Su seta presenta un sombrero de entre 8 y 10 centímetros de diámetro, poco carnoso, y que presenta una gran variedad de tonalidades, lo que crea problemas para su identificación. Pueden encontrarse ejemplares con sombrerillos colores que van desde tonos verdosos, amarillentos, pardos o grisáceos hasta colores claros, blancos o ligeramente rojizos. En ejemplares jóvenes el sombrero tiene forma convexa, y se abre conforme madura hasta extenderse. El borde queda lobulado de forma irregular y ligeramente enrollado. El pie es de colores parecidos a los del sombrero, pero en tonos más claros. Puede ser abombado, sinuoso, ciclíndrico o recto, y mide unos 10 centímetros de altura y entre 1 y 3 centímetros de diámetro. Su carne es blanca, y se mancha de zonas rojizas al cortarla, al tiempo que desprende olor a jabón. Su sabor puede ser dulce empalagoso o incluso amargo. Las láminas son separadas y libres, de color blanco, manchadas frecuentemente de color pardo. La esporada es blanca.